# Saint Jack
Saint Jack és una pel·lícula de comèdia criminal estatunidenca del 1979 dirigida per Peter Bogdanovich basada en la novel·la homònima escrita el 1973 per Paul Theroux. És protagonitzada per Ben Gazzara i també hi participen Denholm Elliott i George Lazenby. El seu pressupost era de 2 milions de dòlars. Ha estat doblada al català.

## Sinopsi
Jack Flowers, un italoamericà veterà de la guerra de Corea i llicenciat en literatura, viu a Singapur des de fa molts anys. Com que amb els seus antecedents no té possibilitat de viure amb una feina digna, decideix muntar el seu propi prostíbul, i així acaba xocant amb l'inframón de les Tríades Xineses.

## Repartiment
- Ben Gazzara - Jack Flowers
- Denholm Elliott - William Leigh
- James Villiers - Frogget
- Joss Ackland - Yardley
- Rodney Bewes - Smale
- Mark Kingston - Mr. Yates
- Lisa Lu - Mrs. Yates
- Monika Subramaniam - Monika
- Judy Lim - Judy
- George Lazenby - Senador
- Peter Bogdanovich - Eddie Schuman
- Joseph Noël - Gopi

## Drets d'adaptació cinematogràfica
Cybill Shepherd va demandar la revista Playboy després que publiquessin fotos seves de L'última projecció. Com a part de l'acord, va obtenir els drets de la novel·la Saint Jack, que havia volgut convertir en una pel·lícula des que Orson Welles li va donar una còpia.

## Producció
Saint Jack es va rodar completament a diversos llocs de Singapur els mesos de maig i juny de 1978. Els llocs que apareixen a la pel·lícula inclouen l'antic centre ambulant Empress Place Building (ara enderrocat) i Bugis Street. Les autoritats locals coneixien el llibre, de manera que l'equip de producció estranger no els va dir que l'adaptarien, per por que no se'ls permetés rodar la pel·lícula. En lloc d'això, van crear una sinopsi falsa per a una pel·lícula anomenada Jack of Hearts, (el que el director va anomenar "un encreuament entre Love Is a Many-Splendored Thing i Pal Joey) i la majoria dels singapurans implicats en la producció creien que això era què feien.

## Estrena
La pel·lícula es va prohibir a Singapur i Malàisia el 17 de gener de 1980. Singapur la va prohibir "en gran part a causa de la preocupació que hi haguessin edicions amb excessives escenes de nuesa i un llenguatge groller abans que es pogués mostrar a un públic general", i no va aixecar la prohibició fins al març del 2006. Ara és una pel·lícula classificada per M18.
Saint Jack es va reeditar a Amèrica del Nord en DVD el 2001.
En una entrevista amb The New York Times el 15 de març del 2006, Bogdanovich va dir que "Saint Jack i Tothom va riure eren dues de les meves millors pel·lícules, però mai no van rebre el tipus de distribució que haurien de tenir".

## Recepció
Fou projectada a la secció oficial del Festival Internacional de Cinema de Sant Sebastià 1979. Va rebre el premi Passinetti a la millor pel·lícula a la 36a Mostra Internacional de Cinema de Venècia.
Roger Ebert va donar a la pel·lícula una crítica de quatre estrelles. En elogi de l'actuació de Gazzara, escriu "de vegades un personatge d'una pel·lícula habita el seu món amb tanta llibertat, tan fàcilment, que també el crea per a nosaltres. Ben Gazzara ho fa a Saint Jack". Continua dient: "La pel·lícula és de Peter Bogdanovitch i quina revelació és, després de tres costosos fracassos. Però aquí tot torna a estar bé. Tot."